# エイセ・エイシンガ
- エイセ・エイシンガ
- エイセ・エイシンハ[1]

エイセ・エイシンガ（蘭: Eise Jeltes Eisinga、1744年2月21日 - 1828年8月27日）は、オランダの羊毛梳毛業者でアマチュア天文学者である。18世紀にエイセ・エイシンガ・プラネタリウムと呼ばれる宇宙儀を製作した。

## 略歴

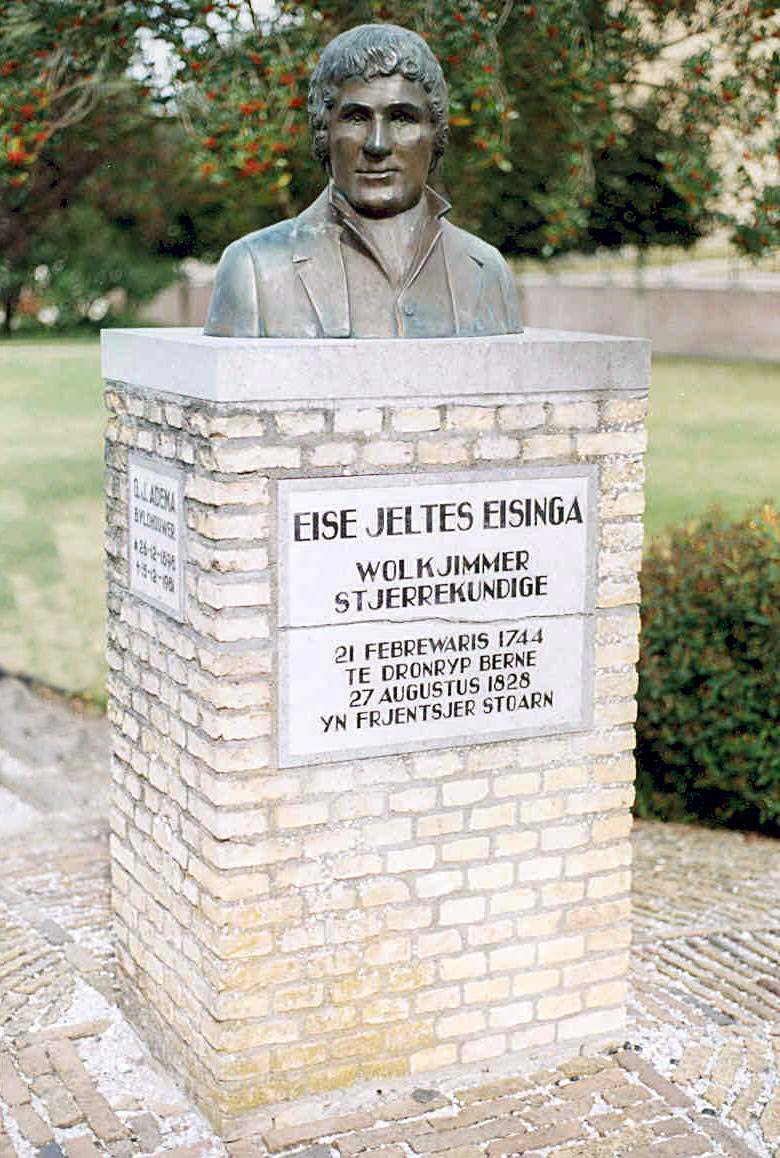
ドロンリプにあるエイセ・エイシンガの胸像

1744年、フリースラントの州都レーワルデンの西にある、ドロンリプという小さな町の羊毛梳毛業者の家に生まれる。ドロンリプで初等学校に通った後、父親から羊毛業について教えを受け、家業を手伝い働いた。父親と同じく、数学や天文学に強い関心を持っていたエイシンガは、週に一度はフラーネカーへ通って、同業者と共にユークリッド原論を読んだり、幾何学や天文学について学んでいた。
エイシンガは労働の傍ら、16歳の時に初めての本を著した。それは数学についての本で、自作の豊富な図解を含め、600ページを大きく超えるものであった。また、レーワルデンのヴィツェ・フォプスと知り合い、17歳の時にフォプスの金星太陽面通過観測にも立ち会った。父親同様に、趣味で日時計製作を行い、惑星観測を補助する月例表の作成も行っていたエイシンガは、18歳までに更に、日時計の設計法、天文学の理論、日月食の予報についての本を執筆し、1762年から1800年にかけて発生する日食、月食の全てを計算して導いた。
1768年に24歳で結婚すると、独立してフラーネカーに居を移し、自らも羊毛梳毛業を営んだ。1774年から1781年にかけて、本業や市参事会員としての仕事の傍ら、「プラネタリウム」（後述）の製作に没頭した。
1780年代、フラーネカー市は愛国党の革命運動の拠点の一つとなったが、1787年にプロイセンの介入でオラニエ公が復権し、革命が失敗に終わって愛国党が迫害されると、市参事会員だったエイシンガも逃亡を余儀なくされた。国境付近のドイツの町シュタインフルト、グローナウに潜伏したエイシンガは、3年後、危険を冒してフローニンゲン州とフリースラント州の境に近いフィスヴリートへ移ったが、捕縛されてレーワルデンの監獄に1年収監され、その後州外追放の処分を受けた。1795年、フランス革命軍がネーデルラントを占拠し、バタヴィア共和国が成立すると、エイシンガは漸くフラーネカーに戻ることができた。
その後、1797年にフラーネカーにあった高等学院の評議員に選出され、1802年には再び市参事会員となり、終生その職にあった。
1828年に84歳で死去、死後はドロンリプにある実家の墓に葬られた。

## エイセ・エイシンガ・プラネタリウム

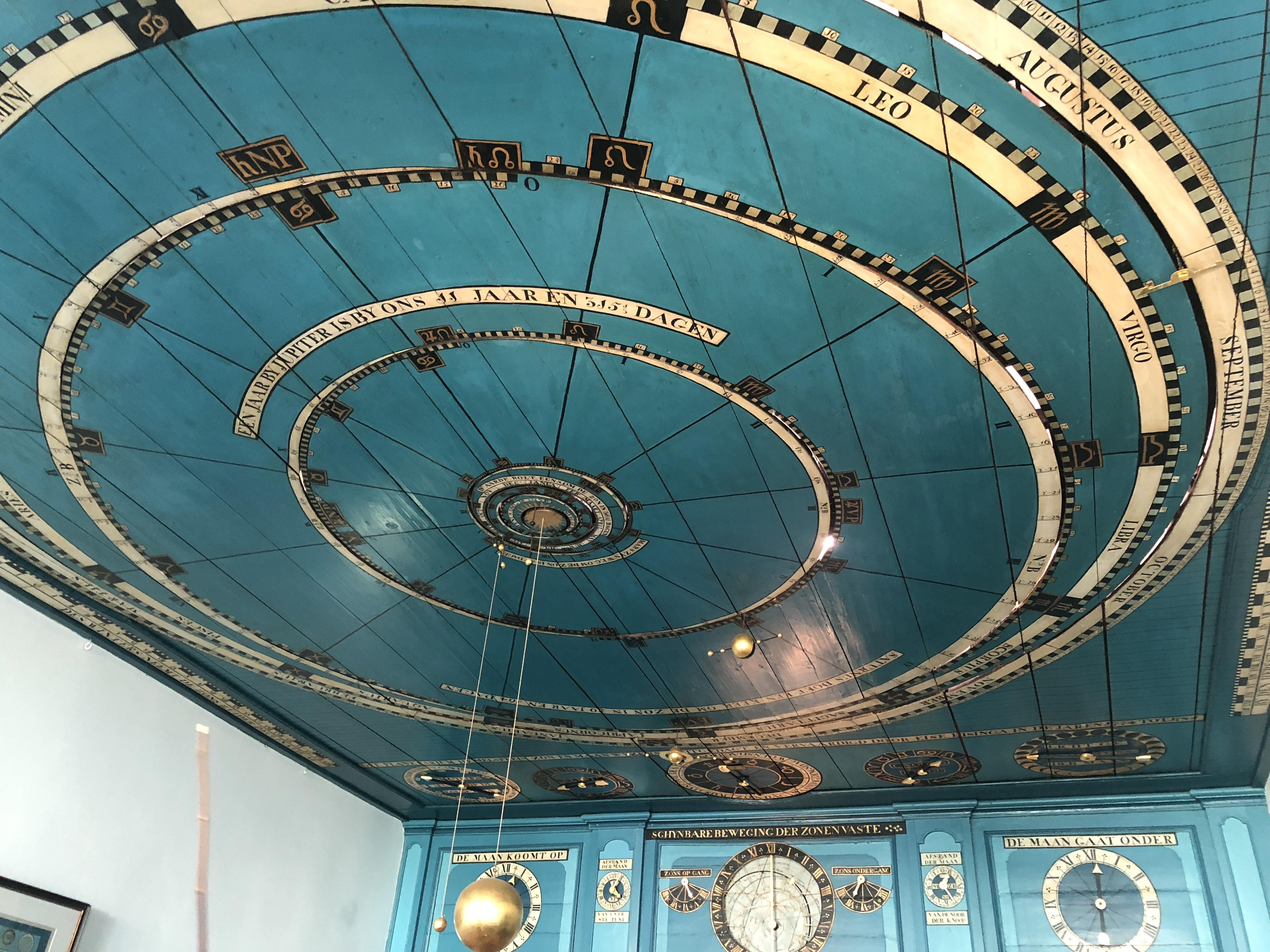
エイセ・エイシンガ・プラネタリウム

1774年に、太陽系の水星、金星、火星、木星と月の軌道が重なって見えるという珍しい天体現象が予測され、それらの天体が衝突して地球に災難が生じるという者が現れ、人々はパニック状態に陥った。独学で数学や天文学を学んだエイシンガは、このパニックを鎮めようと、1774年から精巧かつ巨大なプラネタリウムをリビングルームに作り始めた。7年後の1781年、エイシンガは、現在ある投影型のプラネタリウムではなく、惑星の動きがわかる惑星カレンダーのようなものを完成させ、衝突が起きないことを町の人々に示した。この建物は現在も博物館として残され、2011年8月にはUNESCOの世界遺産の暫定リストに登録された。

## 家族
1768年にピーチェ・ヤコブス（Pietje Jacobs）と結婚、二人の間には、長女（1773、1ヶ月で死亡）、長男イェルテ（Jelte、1774 - 1809）、次男ヤコブス（Jacobus、1784 - 1858）が誕生した。1787年にエイシンガが逃亡生活に入ると間もなく、ピーチェは亡くなったが、エイシンガは葬儀に戻ることもできなかった。エイシンガの死後は、次男ヤコブスとその子孫が、1922年までプラネタリウムの管理を続けた。
1792年に追放刑を受け、フィスヴリートに滞在していたエイシンガは、トレインチャ・シッケマ（Trijntje Sikkema）と再婚しており、二人の間にはエールケ（Eelke、1793 - 1795）、ヒッチャ（Hittje、1796 - 1843）、ミンケ（Minke、1798 - 1870）の3人の娘が生まれた。

## 評価

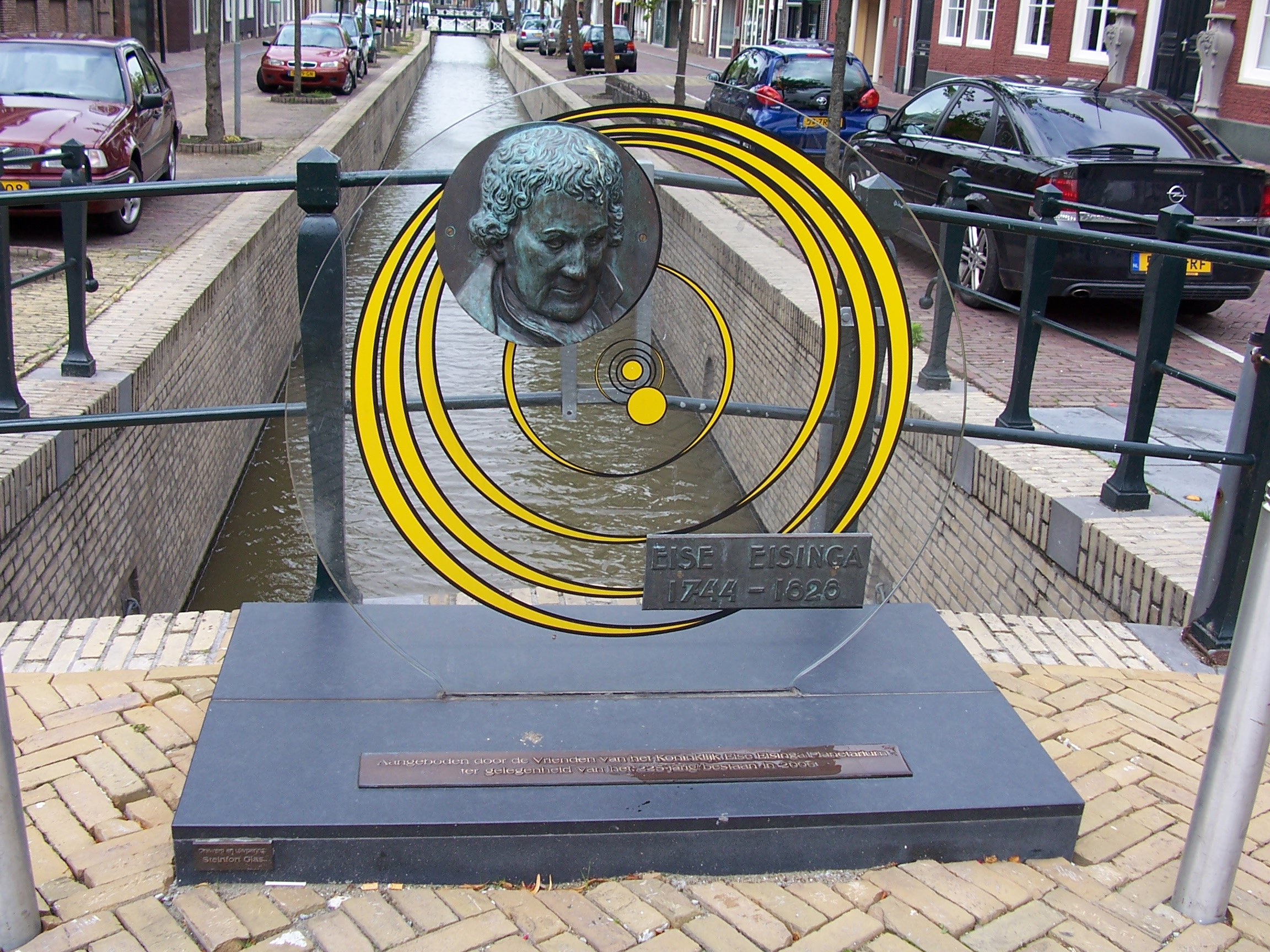
2006年、プラネタリウム225周年の際に関係者がフラーネカーに設置した、エイセ・エイシンガの記念碑。

2006年、オランダ史のカノン（蘭: Canon van Nederland）において、オランダの歴史上50の重要事項の一つとして、エイセ・エイシンガが選ばれている。

## 著作等
- Grondbeginselen der Astronomie of Starre-loopkunde op een Theoretische wijze verhandelt (1762)
- Gnomonica of Sonnewijsers alle door passer en lijnjaal afgepast, op de Noorderbreedte van Dronrijp (1762)
- Naaukeurege Afteekeningen en Beschrijving van de Uitwendege Vertoning en Inwendege Samenstelling van het Alom Geroemde Beweeglijk Franeker Planeetarium Hemelsplein Zon en Maanwijsers (1784)